# Polonia Technica
Polonia Technica, Inc., lub Stowarzyszenie Inżynierów i Techników Polskich w Stanach Zjednoczonych jest organizacją niedochodową, utworzoną w 1941 roku w Nowym Jorku, przez grupę polskich inżynierów, którzy, po wybuchu II wojny światowej, znaleźli się w Stanach Zjednoczonych. Organizacja służy jako profesjonalne i towarzyskie forum dla polskich inżynierów i techników zamieszkałych w USA.